# Környe
Környe é um município da Hungria, situado no condado de Komárom-Esztergom. Tem 45,36 km² de área e sua população em 2015 foi estimada em 4.379 habitantes.